# Walter Laufenberg

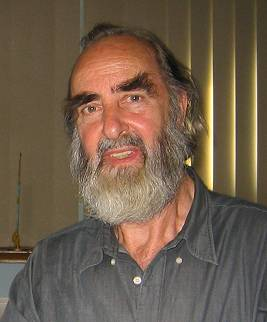
Walter Laufenberg 2006

Walter Laufenberg (* 1935 in Opladen, heute Leverkusen) ist ein deutscher Schriftsteller und Blogger.

## Leben
Walter Laufenberg studierte in Köln, Saarbrücken und Berlin Rechtswissenschaft, Volkswirtschaftslehre und promovierte in Sozialwissenschaft. Er arbeitete in verschiedenen Berufen, so als Fernsehredakteur und Reporter beim WDR und ZDF, als Filmemacher und Verlagslektor, als Werbeleiter des Deutschen Entwicklungsdienstes und als der Werbe- und Public-Relations-Direktor von Berlin. Nach vielen Wohnsitzwechseln (Berlin, Bonn, Aachen, Oldenburg, Heidelberg, Speyer) lebt er z. Zt. in Mannheim.
1970 war er einer der ersten, die einen alternativen Verlag gründeten, den Argus-Verlag in Opladen (1977 eingestellt).
Laufenberg hat für Zeitungen und Zeitschriften und Filmproduktionen geschrieben sowie für den Hörfunk des WDR, NDR und des Südwestfunks, seit 1982 auch zahlreiche Beiträge in der Kulturzeitschrift TransAtlantik. Er veröffentlichte einige Sachbücher und verlegte sich dann ganz auf Belletristik. In seinen Büchern geht es immer wieder um die Frage nach der Grundmotivation menschlichen Handelns. Besondere Beachtung finden in der Literaturwissenschaft seine Prosagedichte auf Bilder. Laufenberg veröffentlicht vor allem Gegenwartsromane. Einige davon sind typische Beispiele für die literarische Methode der Autofiktion. Zu dem weitgefächerten Spektrum seiner literarischen Arbeit gehören auch historische Romane, Biografien, Reiseerzählungen sowie Krimis.
Zum Jahreswechsel 1995/96 gründete er als nichtkommerzielles Periodikum das Internet-Magazin LaufenbergNETzine (siehe Weblinks), das erste deutschsprachige Blog, genannt Netzine, das vor allem Aktuelles und Pseudo-Aktuelles, ein Läster-Lexikon und Buch- und Filmrezensionen sowie Reisebilder bringt.
Sein literarischer Vorlass befindet sich im Rheinischen Literaturarchiv des Heinrich-Heine-Instituts der Landeshauptstadt Düsseldorf.

## Werke
Bücher (Auswahl):
- Leichenfledderer. Roman, Opladen 1970.
- Die letzten Tage von New York: Momentaufnahme der Welthauptstadt in der Sackgasse – nur für respektlose Leser. Erzählung. Opladen 1972.
- Der kleine Herr Pinkepank. Eine Weltreise in 50 Bildern von Klaus Päkel. Kinderbuch. Opladen 1973.
- Lieben Sie Istanbul. Erzählung. Opladen 1975.
- Seiltänzer und armer Poet – Textbuch eines uneiligen Museumsbesuchers. Prosagedichte auf Bilder. Bovenden 1980.
- Vom Wohnen überm Markt. Kurztexte. Aachen 1981.
- M-Maybe und das Goldene Zeitalter – Textbuch eines uneiligen Museumsbesuchers. Prosagedichte auf Bilder. Bovenden 1982.
- Orakelfahrt. Erzählung, Stolberg/Rhld. 1984.
- Axel Andexer oder Der Geschmack von Freiheit und so fort. Roman. Hamburg 1985.
- Ratgeber für Egoisten. Mit Cartoons von Manfred Limmroth. Hamburg 1987.
- Der Zwerg von Heidelberg. Historischer Roman. Stuttgart 1990.
- Im Paradies fing alles an. Bibel-Neufassung. München 1991. (1994 als Taschenbuchausgabe)
- Ritter, Tod und Teufel. Der Roman des 15. Jahrhunderts. München 1992. (1995 und 1997 als Taschenbuchausgaben)
- Goethe und die Bajadere – Das Geheimnis des West-östlichen Diwans. Historischer Roman. München 1993.
- Sylvesterfeuerwerk. Roman. Berlin 2000, ISBN 3-928254-88-X, unter dem Titel Tage des Terrors als E-Book bei SAGA Egmont, Kopenhagen 2020.
- So schön war die Insel. Roman. Berlin 1999, ISBN 3-928254-01-4, als E-Book bei SAGA Egmont, Kopenhagen 2020.
- Hitlers Double. Roman. Berlin 1997, 2. Auflage 2000, ISBN 3-928254-70-7, als E-Book bei SAGA Egmont, Kopenhagen 2020.
- Odysseus’ Dilemma. Roman. Mannheim 2001, ISBN 3-00-004700-X, unter dem Titel Mensch in Menschenmassen als E-Book bei SAGA Egmont, Kopenhagen 2020.
- Laufenbergs Läster-Lexikon, Ein Wörterbuch der anderen Art. 2. Auflage. Mannheim 2004, ISBN 3-00-009206-4.
- Krim Intim – Erlebte Städtepartnerschaft. Reportage. Mannheim 2004, ISBN 3-00-014178-2.
- Amor und der Richter. Erzählungen. Mannheim 2004, ISBN 3-00-014052-2.
- Stolz und Sturm. Historischer Roman. Heidelberg, Ubstadt-Weiher, Basel 2005, ISBN 3-89735-448-9.
- Hotel Pfälzer Hof. Historischer Roman. Heidelberg, Ubstadt-Weiher, Basel 2006, ISBN 3-89735-466-7.
- Die Frauen des Malers. Historischer Roman. München 2007, ISBN 978-3-939321-09-5.
- Der Hund von Treblinka. Roman. München 2008, ISBN 978-3-939321-16-3.
- Sarkophag. Roman. München 2008, ISBN 978-3-937357-29-4.
- Perkeo – Der Zwerg von Heidelberg. Roman. Heidelberg/ Ubstadt-Weiher/ Basel 2008, ISBN 978-3-89735-539-2.
- Jesus Online. Roman. München 2009, ISBN 978-3-939321-22-4.
- Favoritin zweier Herren. Historischer Roman. München 2010, ISBN 978-3-939321-27-9.
- Heidelberger Geschichten. Portrait einer Berühmtheit in zwölf Bildern aus sechs Jahrhunderten, mit 48 Illustrationen von Piotr Skroban. Heidelberg/ Ubstadt-Weiher/ Basel 2010, ISBN 978-3-89735-643-6.
- Der gemalte Tod. Ein Island-Roman. München 2011, ISBN 978-3-939321-32-3.
- Muttermilchräuber. Roman. E-Book, amazon.de/kindle-shop, 2011
- Die Berechnung des Glücks – Das Leben des Hermann Heinrich Gossen. Roman. München 2012, ISBN 978-3-939321-43-9.
- Denk ich an Bagdad in der Nacht – Staatsgast am Abend vor Kriegsbeginn. Reisebericht. Berlin 2012, ISBN 978-3-937881-38-6.
- Hypogäum – Triumph der Venus von Malta. Kulturthriller. München 2013, ISBN 978-3-939321-53-8.
- Der Papst im Kerker – Der erste Johannes XXIII. und was die Steine über einen Verdammten verraten. Romanbiografie. München 2014, ISBN 978-3-939321-58-3.
- Die Salzhexe – Ein Frauenschicksal in der Zeit, als die Liebe neu entdeckt wurde. Roman. München 2015, ISBN 978-3-939321-61-3.
- Das Mannheimer TT ermittelt – Der ultimative Regionalkrimi. Roman. München 2015, ISBN 978-3-939321-67-5.
- Hohe Zeit – Der Roman eines Reiseleiters. München 2017, ISBN 978-3-939321-76-7.
- Karibik ohne Kannibalen – Ein tropisches Inselparadies gestern und heute auf Kreuzfahrt erlebt. Zwei Reiseberichte. Berlin 2017, ISBN 978-3-937881-48-5.
- Tödliches Einmaleins – Ein historischer Heidelberg-Krimi. Heidelberg 2017, ISBN 978-3-945424-63-6.
- Die Sünderin. Wien 1683. Roman. München 2018, ISBN 978-3-947404-04-9.
- Die Triangel. Roman. München 2019, ISBN 978-3-947404-13-1.
- Ich ist top: Selbstbewusst, überlegen und sozial – aus Egoismus. erweiterte Neuauflage von Ratgeber für Egoisten. neobooks/Kindle, 2020
- Zwei vor Zwölf. Roman. München 2020, ISBN 978-3-947404-20-9.
- Der Dritte – Seine pränatale Biografie et cetera pp. Roman. München 2021, ISBN 978-3-947404-29-2.
- Gesichter Australiens – Überraschende Begegnungen down under. Reiseerzählung. Berlin 2022, ISBN 978-3-945961-24-7.
- Goethe und Tschechow – Kühler Kopf und warmes Herz. zwei Erzählungen. Weilerswist 2022, ISBN 978-3-947373-79-6.
- Narziss und das Glück im Bild – Romanbiografie des Porträtmalers Christoph Adam Carl von Imhoff. München 2023, ISBN 978-3-947404-37-7.
- Weinkumpane. Roman. München 2024, ISBN 978-3-947404-48-3.

Gemeinschaftsromane:
- Der zwölfte Tag. Aufbau, Berlin 2006
- Das dritte Schwert. Aufbau, Berlin 2008
- Das steinerne Auge. Bookspot, München 2009

Anthologien:
- Citronen für Onkel Sam. Kindler, München 1975
- Gleisweise. Rowohlt, Reinbek 1985
- Berliner Lesebuch. von Loeper, Karlsruhe 1986
- Frühstück und Gewalt. Konkursbuchverlag, Tübingen 1997
- Mönche, Meuchler, Minnesänger. Bookspot, München 2007

Filme:
- Fernsehen nah besehen. Allianz-Film, Berlin 1967
- Es lohnt sich. Argus-Film, Düsseldorf 1969
- Zahlreiche Reportagen und Kurzfilme für WDR und ZDF, 1965 bis 1970
- Perkeos Rückkehr, YouTube 2010
- Walter Laufenberg im Gespräch, YouTube 2022

Rundfunk-Features (Auswahl):
- Hermann Sinsheimer – Pfälzer Literat, Jurist und Jude, SWR 1999
- Konrad Krez – Ein Pfälzer Revolutionär in Amerika, SWR 2000

## Auszeichnungen
- 2013 Gast der Stadt Soltau in ihrer Künstlerwohnung
- 2010 Preis des Freien Deutschen Autorenverbandes (FDA) für sein Gesamtwerk
- 2010 Stipendium in Ventspils (Lettland)
- 1998–2009 jeweils mehrfach Arbeitsstipendien in Rhodos, Visby und Tarazona sowie in Island
- 1995 Stadtschreiber von Otterndorf
- 1991/92 Heidelberger Stadtteilschreiber
- 1989 Deutscher Kurzgeschichtenpreis der Stadt Arnsberg
- 1989 Dr.-Hartwig-Kleinholz-Preis
- 1989 Preis der Arnsberger Schülerjury
- 1988 Mannheimer Kurzgeschichtenpreis
- 1981 Prosa-Preis des Heinrich-Heine-Wettbewerbs der Stadt Düsseldorf
- 1979 Arbeitsstipendium des Landes NRW